# Gutierrezia
Gutierrezia är ett släkte av korgblommiga växter. Gutierrezia ingår i familjen korgblommiga växter.

## Bildgalleri

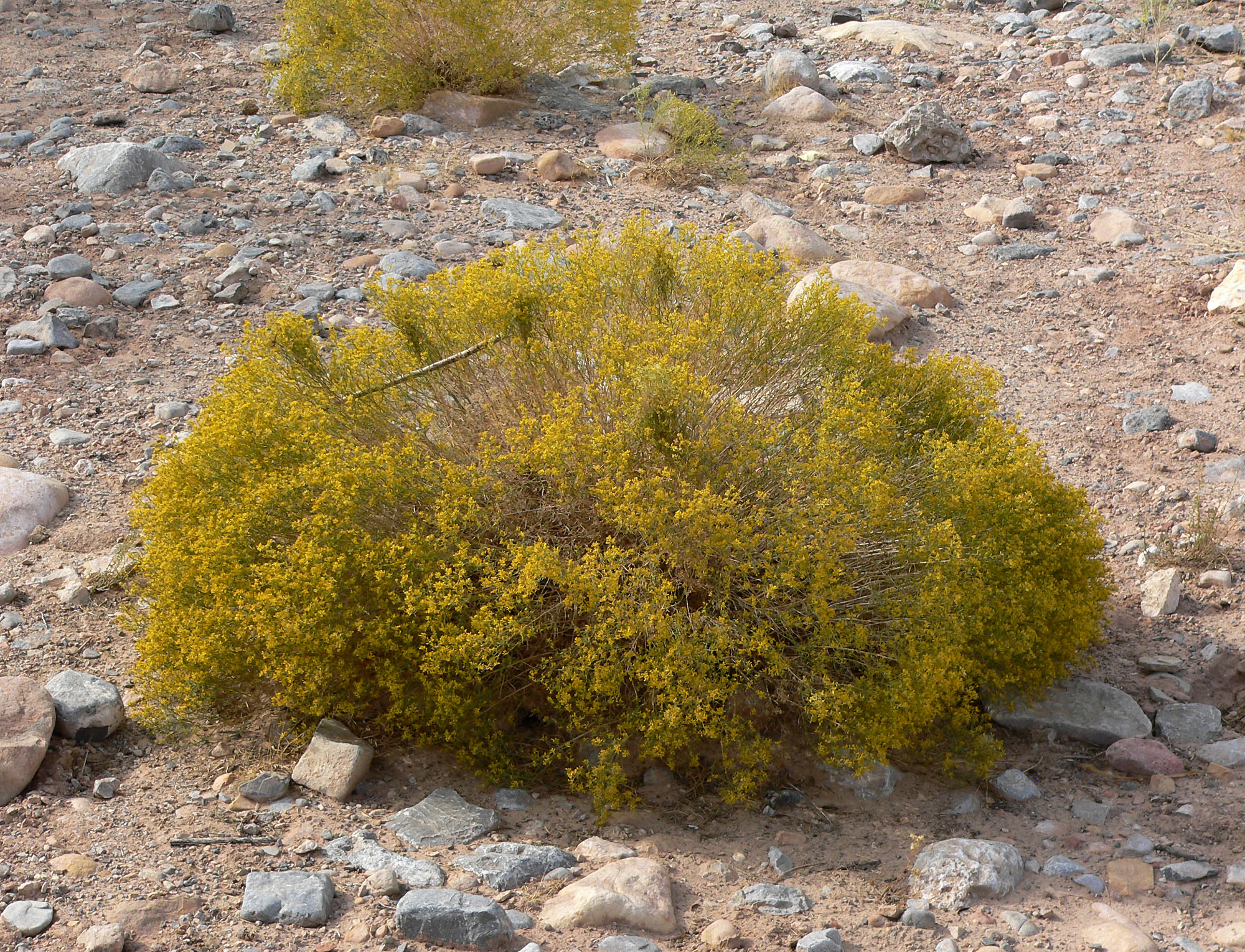
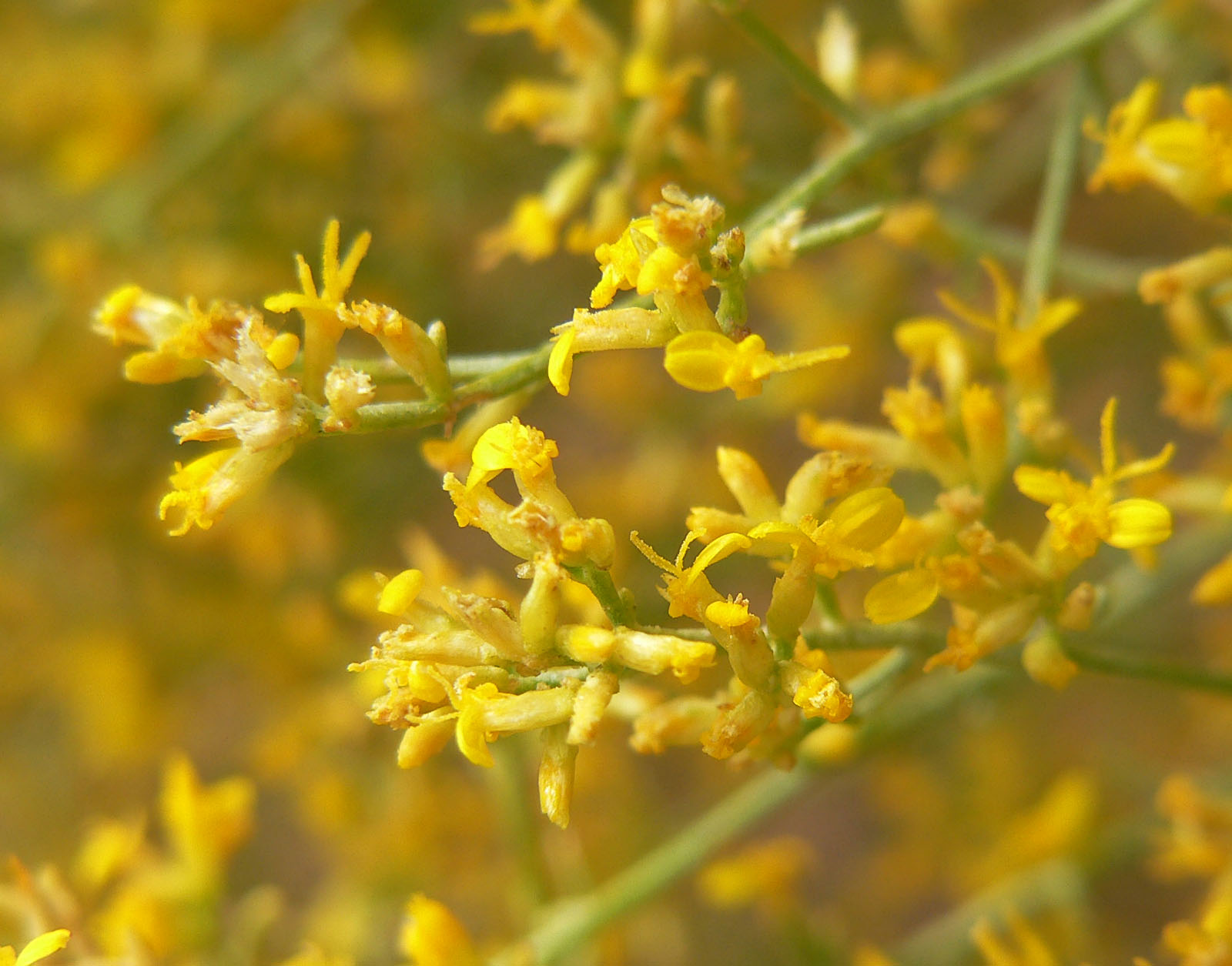
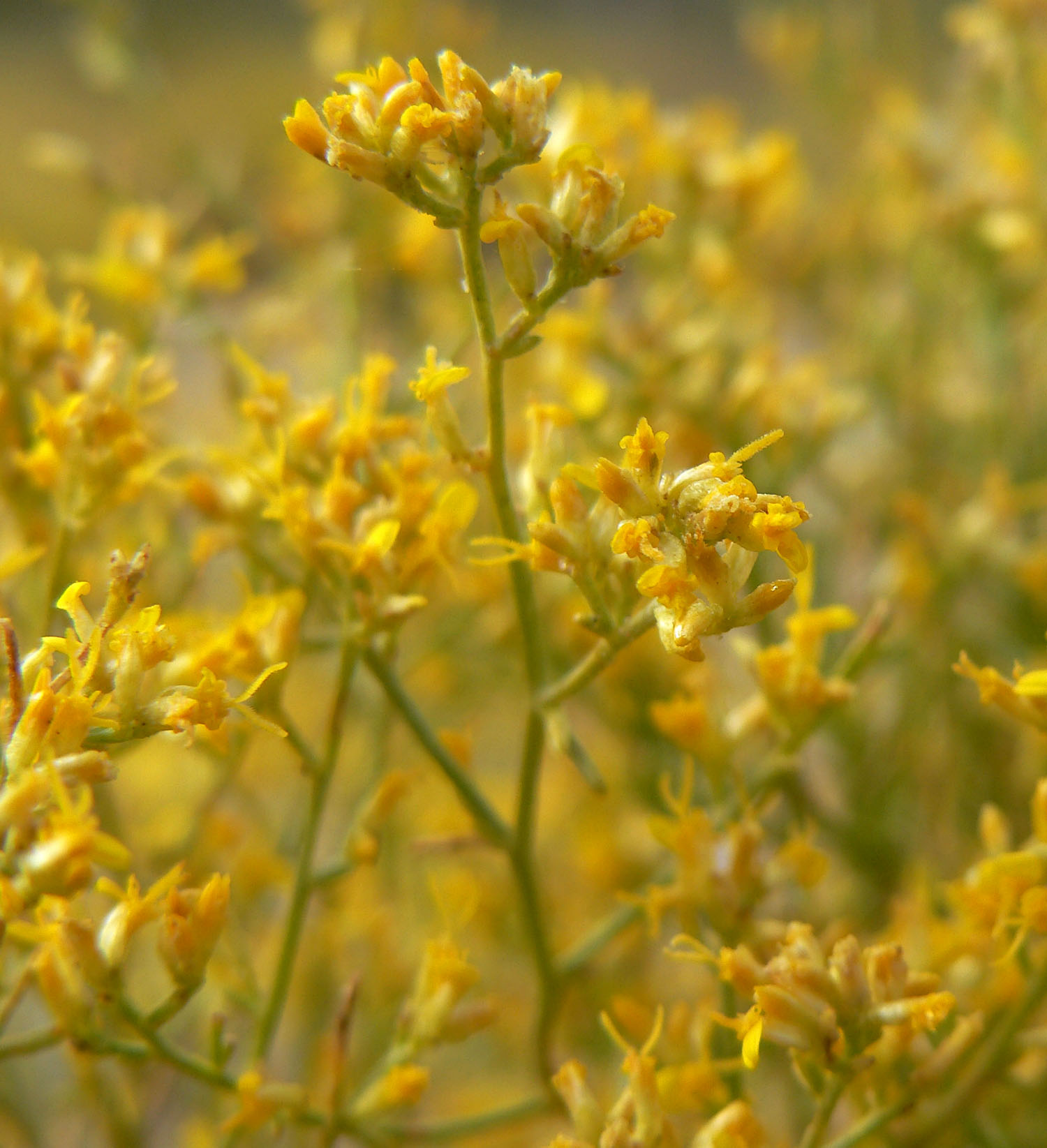
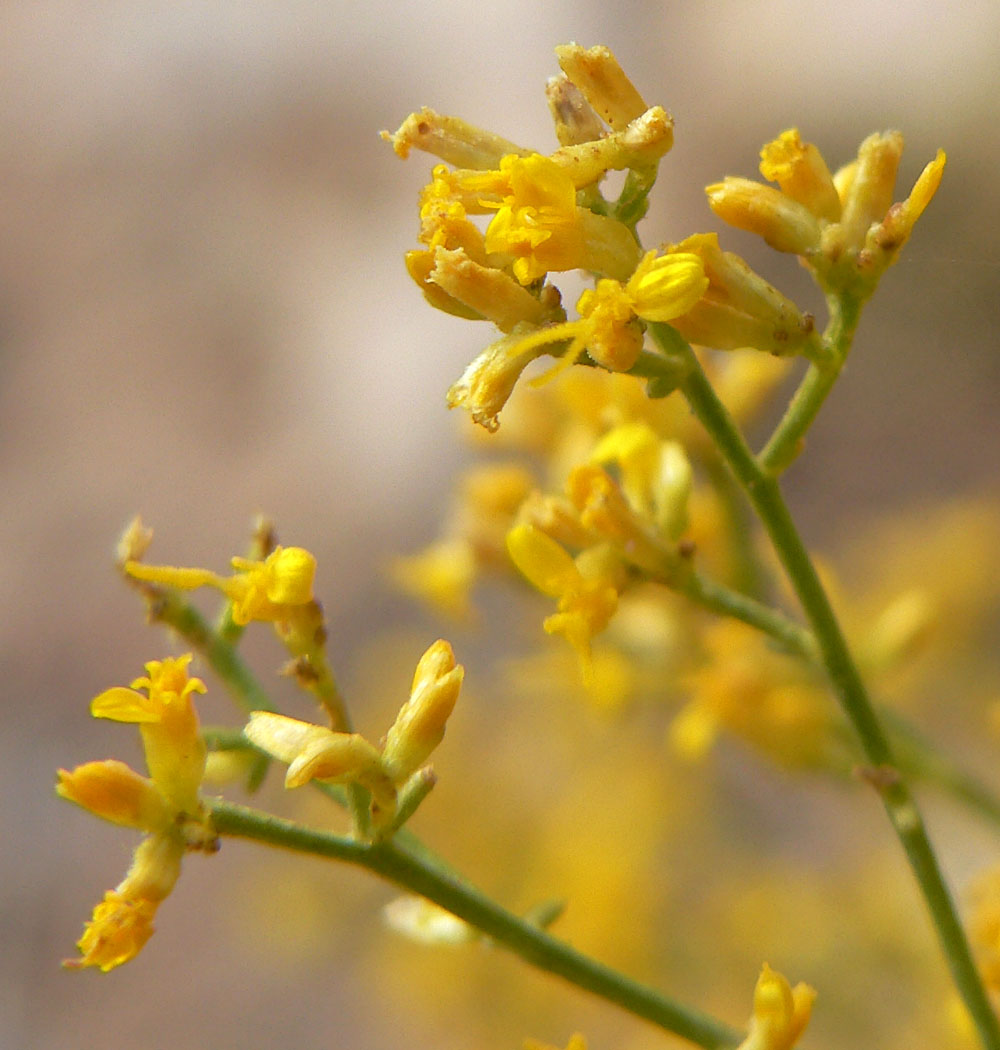
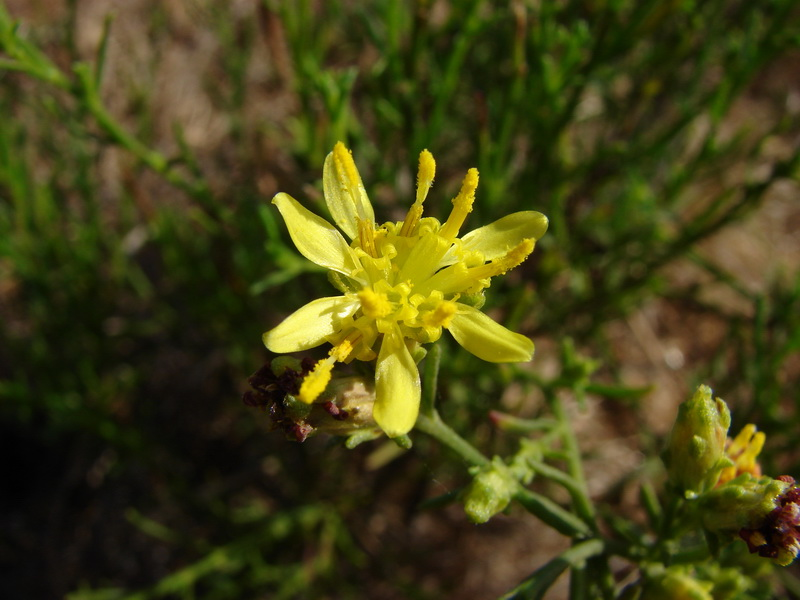
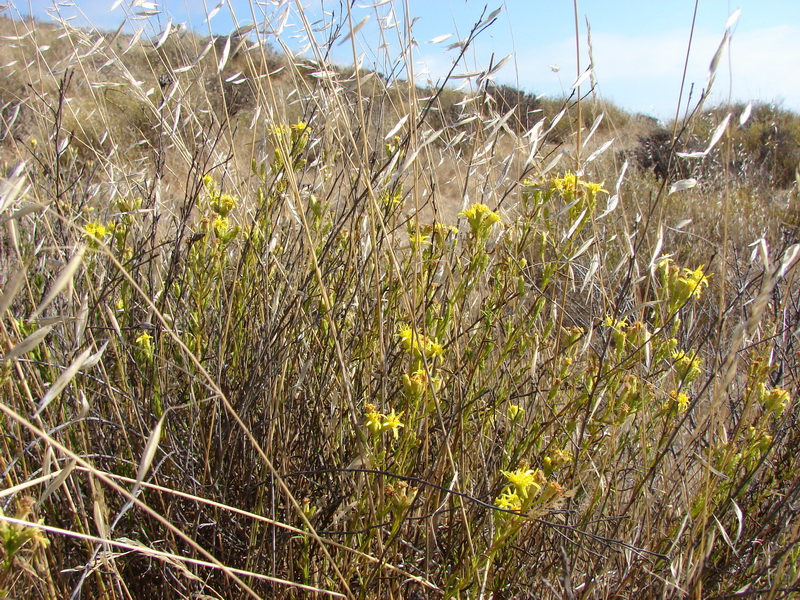

## Dottertaxa tillGutierrezia, i alfabetisk ordning[1]
- Gutierrezia alamanii
- Gutierrezia argyrocarpa
- Gutierrezia arizonica
- Gutierrezia baccharoides
- Gutierrezia californica
- Gutierrezia conoidea
- Gutierrezia dracunculoides
- Gutierrezia dunalii
- Gutierrezia espinosae
- Gutierrezia gayana
- Gutierrezia gilliesii
- Gutierrezia grandis
- Gutierrezia isernii
- Gutierrezia mandonii
- Gutierrezia microcephala
- Gutierrezia neaeana
- Gutierrezia paniculata
- Gutierrezia petradoria
- Gutierrezia pulviniformis
- Gutierrezia ramulosa
- Gutierrezia repens
- Gutierrezia resinosa
- Gutierrezia sarothrae
- Gutierrezia sericocarpa
- Gutierrezia serotina
- Gutierrezia solbrigii
- Gutierrezia spathulata
- Gutierrezia sphaerocephala
- Gutierrezia taltalensis
- Gutierrezia texana
- Gutierrezia wrightii